# Prohibición de símbolos comunistas
La prohibición de símbolos comunistas se introdujeron o sugirieron en varios países como parte de sus políticas de "descomunización".

## Por países

Países donde los símbolos comunistas están prohibidos
Países donde ciertos símbolos comunistas están prohibidos con algunas excepciones
Países donde los símbolos nazis están prohibidos
países donde ciertos símbolos nazis están prohibidos o / con algunas excepciones existen
Países donde están prohibidos los símbolos nazis y comunistas
Países donde los símbolos nazis y comunistas están prohibidos con algunas excepciones
Países que anteriormente prohibieron los símbolos nazis o comunistas
Países que no tienen una regulación directa de los símbolos nazis y / o comunistas, pero tienen una regulación que pune el uso de símbolos para comunicar el odio en un lugar público.

### Indonesia

Folletos y literatura de propaganda anticomunista, que culpan al Partido Comunista de Indonesia por ser el actor del Movimiento 30 de septiembre.

El comunismo junto con el marxismo-leninismo se prohibió oficialmente en Indonesia tras el intento de golpe de Estado del 30 de septiembre de 1965 y los asesinatos anticomunistas posteriores, mediante la adopción de TAP MPRS no. 25/1966 en 1966 y Undang Undang N.º 27/1999 en 1999, que siguen vigentes. La ley no declara explícitamente una prohibición de los símbolos del comunismo, pero la policía indonesia usa la ley con frecuencia para arrestar a las personas que la exhiben. Algunos de sus violadores eran personas sin conocimiento de los símbolos del comunismo, en cuyo caso las autoridades con frecuencia los liberaban con solo un castigo menor o una pequeña multa aplicada. Sin embargo, mostrar tales símbolos en un intento de propagar intencionalmente las ideas comunistas o marxistas-leninistas es un delito extremadamente grave, incluso considerado como una traición al país y podría ser castigado con hasta 20 años de prisión. Esto convierte a Indonesia en un país con una política anticomunista muy estricta en comparación con otros países que también practican el anticomunismo.
Otros símbolos relacionados con el socialismo y la izquierda, aunque no están oficialmente prohibidos por la ley (ya que el propio socialismo democrático sigue siendo aceptable en el país) todavía son condenados por las autoridades y se consideran estrechamente relacionados con el comunismo en general. Estos incluyen la estrella roja, la heráldica socialista, la bandera roja y los himnos o consignas como La Internacional y "¡Proletarios de todos los países, uníos!". A pesar de esto, La Internacional todavía se mantuvo en uso durante el Día Internacional del Trabajo.
Además, desde que se estableció el régimen del Nuevo Orden en 1967, la hoz y el martillo se han estigmatizado en el país, lo que a su vez es muy similar a cómo se trata al simbolismo nazi en Occidente en general. Como tal, mostrar el símbolo en público, incluso sin ninguna intención política, todavía se considera altamente ofensivo. Debido a esto, los indonesios suelen ser propensos a informar a las autoridades de quienes mostraron el símbolo en público.
Indonesia es el primer país del mundo en introducir una prohibición de los símbolos comunistas, sin incluir a los países del Eje durante la Segunda Guerra Mundial.
En abril de 2017, la policía indonesia detuvo a un turista de Malasia en un hotel de Mataram por llevar una camiseta con una imagen del símbolo de la hoz y el martillo. El turista no sabía que los símbolos comunistas estaban prohibidos en Indonesia. La policía se apoderó de la camiseta y liberó al turista después de avisarle.
En mayo de 2018, un turista ruso fue confrontado por los lugareños e informado a la policía en Bali por haber volado una Bandera de la victoria soviética para conmemorar el reconocido Día de la Victoria.

### Irán
Los símbolos comunistas junto con las ideologías marxista-leninista y comunista están prohibidos en Irán desde 1949 y nuevamente a principios de la década de 1980 después de la Revolución iraní. Esto incluía al Partido Tudeh de Irán y el  Mojahedin del Pueblo de Irán.[cita requerida]

### Estados Unidos
Durante el Temor Rojo de 1919–24 en los Estados Unidos, muchos estados aprobaron leyes que prohibían la exhibición de banderas rojas, esvásticas y la hoz, incluyendo Minnesota, Dakota del Sur, Oklahoma y California.

### Moldavia
En 2009, el parlamentario Oleg Serebryan propuso dicha prohibición en Moldavia. y la ley entró en vigor en 2012. El Tribunal Constitucional de Moldavia lo consideró inconstitucional.

### Ucrania
En 2015, la Rada Suprema aprobó una ley que prohibía los símbolos comunistas y nazis. Anteriormente, en 2012, la ciudad de Lviv en Ucrania occidental prohibió la exhibición pública de símbolos comunistas. En diciembre de 2015, todos los partidos comunistas fueron oficialmente prohibidos en Ucrania a la vez que los grupos que colaboraron con los nazis fueron exaltados como luchadores por la independencia.

### Estonia
El 30 de noviembre de 2006, el gobierno de Estonia firmó el proyecto de ley para prohibir la exhibición de símbolos soviéticos y nazis por motivos políticos en lugares públicos. El 24 de enero de 2007 fue aprobada en primera lectura por el parlamento. El proyecto de ley especifica esos símbolos: las banderas, escudos de armas, otros atributos y consignas de la Unión Soviética, el Partido Comunista de la Unión Soviética, el Partido Nazi de Alemania y su organización SS.

### Lituania
Lituania prohibió los símbolos soviéticos y nazis en 2008 (artículo 18818 del Código de Delitos Administrativos) bajo la amenaza de una multa.  El artículo 5 de la Ley de reuniones prohíbe las reuniones con imágenes nazistas y soviéticas. A partir de 2015, las leyes están vigentes.

### Letonia
En junio de 2013, el parlamento letón aprobó una prohibición de exhibir los símbolos soviéticos y nazis en todos los eventos públicos. La prohibición incluye banderas, himnos, uniformes, hakenkreuz nazi y el martillo y la hoz soviética.

### Georgia
En Georgia se introdujo una prohibición en 2010, pero no definió las sanciones aplicables. En 2014, hubo una propuesta para modificar la prohibición, sin embargo a partir de 2015, la ley permaneció inactiva.

### República Checa
En 1991, en Checoslovaquia se modificó el código penal con el artículo 260 que prohibía la propaganda de movimientos que restringían los derechos humanos y las libertades, citando el nazismo y el comunismo. Más tarde, las menciones específicas de estos se eliminaron por falta de una definición legal clara. Sin embargo la ley misma fue reconocida como constitucional. Sin embargo, en 2005, hubo una petición en la República Checa para prohibir la promoción del comunismo y en 2007, se propuso una enmienda a la ley para prohibir los símbolos comunistas. Ambos intentos fallaron.

### Polonia
En 2009, en Polonia Los artículos 2 a 4 se agregaron al artículo 256, que prohíbe los "símbolos fascistas, comunistas u otros símbolos totalitarios" a menos que se usen "como parte de actividades artísticas, educativas, de colección o académicas". El 19 de julio de 2011, el Tribunal Constitucional de Polonia declaró que esta prohibición era inconstitucional debido a la violación de la libertad de expresión. En junio de 2017, Polonia actualizó su legislación de "descomunización" para incluir monumentos de propaganda soviéticos, lo que provocó reacciones negativas por parte del gobierno ruso.

### Hungría
Hungría tenía una ley (artículo 269 / B del Código Penal (2000)) que prohibía el uso de símbolos de dictaduras fascistas y comunistas. El mismo año, el Tribunal Constitucional confirmó la ley cuando fue impugnada, alegando que la restricción involucrada de la libertad de expresión estaba justificada. En julio de 2008, el Tribunal Europeo de Derechos Humanos consideró el desafío de Attila Vajnai, quien fue acusado de un delito menor por el uso de la estrella roja y declaró que la ley húngara violaba la libertad de expresión. La Corte reconoció las graves violaciones cometidas por los regímenes nazis y comunistas; sin embargo, observó que la Hungría moderna es una democracia estable con una posibilidad insignificante de dictadura, por lo que las restricciones a la libertad de expresión no tienen justificación en el país en forma de una "necesidad social clara, apremiante y específica". Finalmente, la ley fue anulada en 2013 por el Tribunal Constitucional, citando la falta de definición precisa y el Tribunal Europeo de Derechos Humanos. En marzo de 2017, el primer ministro húngaro Viktor Orbán presentó un proyecto de ley que prohíbe las mercancías con símbolos como la esvástica nazi o la estrella roja comunista de cinco puntas, incluida la utilizada por la empresa cervecera holandesa Heineken.

### Rumanía
La Ley rumana 51/1991, Art. 3, considera lo siguiente como amenazas a la seguridad nacional: "iniciar, organizar, cometer o apoyar de cualquier manera las acciones totalitarias o extremistas de un comunista, fascista, legionario o de cualquier otro tipo racista, antisemita, revisionista, "naturaleza separatista que puede poner en peligro de cualquier manera la unidad y la integridad territorial de Rumania, e incitar a acciones que pueden poner en peligro el estado de derecho". Sin embargo, los símbolos no se mencionan en la ley.

### Bulgaria
En Bulgaria, los legisladores votaron el 24 de noviembre de 2016 para hacer ilegal la exhibición pública de símbolos comunistas. La ley, conocida como la "naturaleza criminal del régimen comunista", requiere que los carteles y elementos creados durante el régimen comunista que glorifican al antiguo partido comunista y sus líderes sean retirados de los lugares públicos. Se introduce una prohibición para poner tales señales en lugares públicos.

### Mongolia
En 2012, Mongolia eliminó la última estatua de Vladimir Lenin en su capital, Ulán Bator. No se planeará ninguna ley sobre la desarme en el país.

### Croacia
El uso de símbolos fascistas y comunistas está actualmente bajo revisión en Croacia, una de las discusiones es la prohibición de la estrella roja, un símbolo utilizado por el Ejército Popular de Yugoslavia durante la Guerra de Independencia de Croacia.

### Albania
El Instituto de Crímenes Comunistas de Albania (ICC) propuso una prohibición de las películas de la era comunista, lo que provocó reacciones negativas del público.

### Alemania
La bandera de Alemania del Este fue declarada ilegal como un símbolo inconstitucional y criminal en Alemania Occidental y Berlín Occidental, donde se la llamó Spalterflagge (bandera secesionista) hasta finales de la década de 1960, cuando se levantó la prohibición.

### Corea del Sur
Del mismo modo, la bandera de Corea del Norte está prohibida en Corea del Sur como símbolo inconstitucional aunque existen algunas excepciones.

### Taiwán
Los símbolos comunistas junto con las ideologías marxista-leninista y comunista están prohibidos en Taiwán desde mayo de 2020 después de la disolución del Partido Comunista Democrático de Taiwán[cita requerida]

## Unión Europea
En enero de 2005, Vytautas Landsbergis, respaldado por un miembro del Parlamento Europeo de Hungría, Jozsef Szajer, instó a una prohibición de los símbolos comunistas en la Unión Europea, además de los símbolos nazis. En febrero de 2005, la Comisión Europea rechazó los pedidos de una propuesta de prohibición en toda Europa de los símbolos nazis que se extendería para cubrir también los símbolos del Partido Comunista. Sin embargo, este rechazo no descarta que los estados individuales tengan sus propias leyes al respecto. En diciembre de 2013, un grupo de eurodiputados, incluido Landsbergis, dirigió una carta al presidente del Parlamento Europeo, en la que solicitaba la prohibición de los símbolos de los regímenes totalitarios.